# Harry Saputra
Hendra „Harry” Saputra (ur. 11 czerwca 1982 w Idi) – piłkarz indonezyjski grający na pozycji obrońcy.

## Kariera klubowa
Karierę piłkarską Saputra rozpoczął w klubie PSB Bogor. Następnie w 1999 roku został zawodnikiem Persiji Dżakarta i w jej barwach zadebiutował w indonezyjskiej pierwszej lidze. Tam grał przez jeden sezon, a w latach 2001-2002 był piłkarzem Persibu Bandung. W 2003 roku odszedł stamtąd do Persikoty Tangerang i jej zawodnikiem był do końca 2005 roku. Na początku 2006 roku przeszedł do drużyny PSIM Yogyakarta, a na początku 2007 - do Persisu Solo. W 2008 roku podpisał kontrakt z Persemą Malang. Następnie grał w PSMS Medan, Tangerang Wolves, Persibo Bojonegoro, Persebaya Surabaya i Martapura FC.

## Kariera reprezentacyjna
W reprezentacji Indonezji Saputra zadebiutował 8 października 2003 roku w wygranym 3:0 spotkaniu eliminacji do Pucharu Azji 2004 z Jemenem. W 2007 roku został powołany przez selekcjonera Iwana Kolewa do kadry na Puchar Azji 2007. Na tym turnieju był rezerwowym i nie rozegrał żadnego spotkania.